# Preise, Jerusalem, den Herren (Johann Philipp Krieger)
Preise, Jerusalem, den Herren ist eine Kantate der Barockzeit von Johann Philipp Krieger.
Die Komposition ist in zwei Abschriften von Stimmsätzen überliefert. Die eine entstammt der Sammlung von Georg Österreich und Heinrich Bokemeyer und befindet sich heute in der Staatsbibliothek zu Berlin. Die andere ist im Archiv der Hochschule für Musik Franz Liszt Weimar erhalten. Max Seiffert vermutete die Entstehungszeit des Werkes für Neujahr 1698, basierend auf der Tatsache, dass die Kantate in Kriegers Verzeichnis der in Weißenfels aufgeführten Werke, das nur für das Kirchenjahr 1697/98 eine Lücke aufweist, nicht erwähnt wird. Demgegenüber muss die Abschrift aus der Sammlung Österreich-Bokemeyer vor 1692 entstanden sein, da der Grundstock dieser Sammlung vor 1692 entstand und spätere Handschriften durch einen Wechsel auf eine andere Papiersorte klar abgegrenzt sind.

## Werkbeschreibung
Die Kantate ist mit vier Gesangsstimmen (Sopran, Alt, Tenor und Bass) besetzt, die der zeitgenössischen Aufführungspraxis entsprechend das Werk wohl solistisch aufgeführt haben dürften, in einer Stimmabschrift aus Weimar aber auch an den Tutti-Stellen durch Ripieno-Stimmen ergänzt werden. Zu ihnen tritt eine reiche instrumentale Begleitung in drei Gruppen:
- 2 Trompeten[8] und Pauken
- 2 Cornettini (Zinken, modern auch durch Oboen zu ersetzen), 3 Posaunen
- Streicher: 2 Violinen, 2 Violen, dazu als Bassinstrument in den Handschriften uneinheitlich Fagott (sic!) oder Violone
- Basso continuo (Orgel)

Die Kantate ist in folgende Sätze gegliedert:
- Preise, Jerusalem, den Herren (SATB)
- Denn er macht feste (SATB)
- Er schaffet deinen Grenzen Frieden (SATB)
- Er sendet seine Rede (Terzett ATB)
- Preise, Jerusalem, den Herren (Wiederholung des Eingangssatzes)

Die beiden eröffnenden Sätze sind im Wesentlichen homophon gehalten, der dritte stärker fugiert. Der letzte Psalmvers wird „musikalisch sehr anschaulich behandelt“ (Seiffert) von einem Soloterzett vorgetragen. Den Abschluss bildet eine Wiederholung des Eingangschors.

## Text
Preise, Jerusalem, den Herren,

lobe, Zion, deinen Gott.

Denn er macht feste die Riegel deiner Tor,

und segnet deine Kinder drinne.

Er schaffet deinen Grenzen Frieden

und sättiget dich mit dem besten Weizen.

Er sendet seine Rede auf Erden,

sein Wort läuft schnell.

               (Ps 147,12–15 )